# Carlotta Sacerdote
Carlotta Sacerdote (22 gennaio 1974) è un'epidemiologa italiana.

## Biografia
Laureata in medicina nel 1998, si è specializzata in igiene e medicina preventiva nel 2002, quindi nel 2012 ha conseguito un dottorato di ricerca in scienze biomediche e oncologia umana, con indirizzo genetica umana, presso l'Università di Torino.
È responsabile del Registro tumori infantili del Piemonte (RTIP), professoressa ordinaria all'Università del Piemonte Orientale e prima professoressa ordinaria universitaria in forze all’ASL di Novara.
Viene descritta come una delle 400 scienziate migliori al mondo secondo la classifica 2023 di Research.com.